# Вудларк
Вудларк (англ. Woodlark Island), на языке островитян Муйуа (англ. Muyua Island) — остров в Соломоновом море. Занимает площадь около 874 км², протяженность береговой линии — 225 км. Административно относится к провинции Милн-Бей региона Папуа, Папуа — Новой Гвинеи.

## География
Остров расположен в северной части Соломонова моря, на расстоянии 240 км на северо-запад от юго-восточной оконечности острова Новая Гвинея. Ближайшими островами являются Мадау и Нусам на западе, Нубару на востоке и архипелаг Маршалл — Беннетт на юго-западе. До ближайшего материка — Австралии — 1100 км. В направлении запад — восток Вудларк вытянут на 60 км, в направлении север — юг на 30 км (в центральной части). Геологически остров представляет собой поднятый атолл (максимальная высота — 365 м в южной части острова). Гидрографическая сеть развита хорошо: есть многочисленные короткие реки. Климат острова тропический. Флора и фауна очень разнообразна. Более половины площади острова занимают низменные влажные тропические леса. Много редких и эндемичных видов (в частности, бабочка Орнитоптера приам boisduvali, кускус острова Вудларк — Phalanger lullulae и другие).

## История
Европейским первооткрывателем острова стал английский капитан Чарльз Граймс (англ. Charles Grimes), который открыл его в 1836 году. Мореплаватель назвал остров в честь своего судна, «Woodlark». Первые миссионеры, французские (а позже итальянские) маристы, высадились на Вудларке в 1847 году, однако спустя восемь лет они покинули остров из-за враждебного отношения со стороны туземцев. В 1897 году на остров прибыли уэслийские методисты. Их деятельность по обращению местных жителей в христианство, напротив, была успешной. Сегодня большинство островитян являются протестантами. В 1888 году последовала формальная аннексия острова Вудларк Британской империей, став частью Британской Новой Гвинеи (с 1904 года — Территории Папуа под управлением Австралии). С 1975 года Вокео является частью независимого государства Папуа — Новая Гвинея.
Во время Второй мировой войны остров на короткое время был оккупирован Японией. 30 июня 1943 года был освобожден американским войсками, которые около 8 месяцев использовали его в качестве авиабазы.

## Население и культура
При первых контактах с европейцами население острова составляло 2200 человек. В 1915 году это количество сократилось до 700—800 человек. По переписи 1979 года на острове насчитывалось 16 деревень в которых проживало 1300 человек, а в 1990 — 1700. Наибольшей аборигенной деревней являлась Каулау (160 человек по переписи 1979 года), а наибольшим колониальным поселением — Кулумадау (242 жителя по переписи 1979). Большинство населения сосредоточено на юго-востоке и западе острова.
На острове имеются памятники мегалитической культуры, сооруженные около 1500—600 гг. до н.э.

## Экономика
Основой экономики островитян является сельское хозяйство. Местные жители выращивают ямс, колоказию, бананы, батат, маниок, а также собирают кокосовые орехи, плоды хлебного дерева, фрукты. Жители прибрежных деревень занимаются рыбной ловлей, собиранием крабов и съедобных моллюсков.
На острове есть залежи полезных ископаемых. Так, ещё в 1934—1938 годах на Вудларке добывали золото. Есть сведения о наличии на острове залежей серебра и цинка. По данным геологической разведки 2004 года на острове имеются запасы 6 779 000 тонн руды с содержанием золота 1,72 г/т.
В 2008 году малайзийская компания предложила проект по выращиванию пальм на масло для биотоплива на 60 000 гектарах острова. Проект оценивался в 350 млн долларов США. Однако это вызвало многочисленные протесты как местных жителей, так и экологов всего мира и правительство не решилось дать разрешение на реализацию проекта.